# Asignatura aprobada
Asignatura aprobada ist ein spanisches Filmdrama aus dem Jahr 1987, der von José Luis Garci inszeniert und gemeinsam mit Horacio Valcárcel geschrieben wurde. Der Film wurde 1988 für den Oscar in der Kategorie „Bester Fremdsprachiger Film“ nominiert, Garci gewann den Goya für die beste Regie. Der Film erhielt eine weitere Nominierung für die Beste Produktionsleitung.

## Handlung
Nach dem Misserfolg seines letzten Theaterstücks und der Trennung von seiner Frau beschließt José Manuel Alcántara, von Madrid nach Asturien zu ziehen, um dort ein ruhiges Leben als Radio- und Pressemitarbeiter zu führen. Doch seine Fehler aus der Vergangenheit kehren zurück, wie sein Rockersohn und seine alte Liebe.

## Produktion
Das Projekt entstand aus einem Gespräch mit dem ehemaligen Fußballspieler und damaligen Manager von Sporting de Gijón, José Manuel Fernández, und aus einem Satz, den er im Reconquista-Hotel in Oviedo schrieb, bevor er den Preis Premios Princesa de Asturias de las Artes an Luis García Berlanga überreichte sagte: „In meinem Leben sind immer zwei Tage übrig geblieben, zwei völlig nutzlose Tage, gestern und morgen“ Garci hatte gesagt, dass er nicht weiter Filme machen würde, bis José María Calviño als Generaldirektor von RTVE zurücktritt oder einlenkt, und einige Tage danach setzte er das Projekt in Gang.
Die Dreharbeiten fanden zwischen dem 2. November und dem 23. Dezember 1986 in Asturien, insbesondere in der Stadt Gijón, statt. Der Film hatte ein Budget von 150 Millionen Peseten. Die Schauspielerin Encarna Paso konnte aufgrund ihrer Arbeit am Theater nicht teilnehmen, die Rolle fiel Teresa Gimpera zu.